# Rivarennes (Indre)
Rivarennes – miejscowość i gmina we Francji, w Regionie Centralnym, w departamencie Indre.
Według danych na rok 1990 gminę zamieszkiwało 536 osób, a gęstość zaludnienia wynosiła 14 osób/km² (wśród 1842 gmin Regionu Centralnego Rivarennes plasuje się na 654. miejscu pod względem liczby ludności, natomiast pod względem powierzchni na miejscu 196.).